# Rudolf Reichenberger
Rudolf Reichenberger (* 6. Juli 1919 in Fleckl, heute zu Warmensteinach; † 26. September 1993 in Warmensteinach) war ein deutscher Oberleutnant der Wehrmacht und später Generalleutnant des Heeres der Bundeswehr.

## Leben
Reichenberger, dessen Eltern einen Fremdenverkehrsbetrieb in Fleckl besaßen, trat nach dem Abitur an der Oberrealschule Bayreuth 1938 als Offiziersanwärter in die Wehrmacht ein. Seine Offiziersausbildung an der Panzertruppenschule schloss er am 1. April 1940 mit der Beförderung zum Leutnant ab. Während des Zweiten Weltkrieges fand er verschiedene Verwendungen und wurde am 1. April 1942 zum Oberleutnant befördert. Zum Ende des Krieges geriet er zunächst in US-amerikanische und anschließend in französische Kriegsgefangenschaft, aus der er im Sommer 1947 entlassen wurde. Anschließend begann er ein Studium der Germanistik, Literaturwissenschaft sowie Zeitungswissenschaft und begann 1948 ein Volontariat in der Redaktion der Augsburger Tagespost. Nach deren Einstellung Ende 1949 wechselte er als Redakteur zur Schwäbischen Landeszeitung.
1956 trat Reichenberger als Hauptmann in das Heer der Bundeswehr ein. Von 1958 bis 1959 absolvierte er den 2. Generalstabslehrgang Heer an der Führungsakademie der Bundeswehr zunächst in Bad Ems, später in Hamburg, wo er zum Offizier im Generalstabsdienst ausgebildet wurde. Danach war er zunächst Operationsoffizier in der G 3-Abteilung und danach Oberstleutnant und Leiter der G 1-Abteilung im Stab des II. Korps in Ulm war.
In diese Zeit fiel die Krise um die Ausbildungsmethoden bei der Fallschirmjäger-Ausbildungskompanie 6/9 in Nagold, der Skandal um die „Schleifer von Nagold“.
1965 wurde er Referent in der Unterabteilung Innere Führung im Bundesministerium für Verteidigung. Dabei befasste er sich insbesondere mit Fragen zur Inneren Führung, eine Führungskonzeption der Bundeswehr, die sich am Leitbild des Staatsbürgers in Uniform orientiert und deren Umrisse im Zuge der Wiederbewaffnung schon vor Gründung der Bundeswehr entworfen wurden und zu deren maßgeblichen Vordenkern Johann Adolf Graf von Kielmansegg und Ulrich de Maizière gehörten.
Als Nachfolger von Oberst Rüdiger von Reichert wurde Oberst Reichenberger am 1. Juli 1969 Kommandeur der Panzergrenadierbrigade 11 „Bayerwald“ in Bogen und bekleidete diesen Posten bis zum 31. März 1971, woraufhin am 1. April 1971 Brigadegeneral Heinrich Fischler Graf von Treuberg dortiger Nachfolger wurde. Dort erfolgte zum 22. Oktober 1970 seine Beförderung zum Brigadegeneral. Im Anschluss wurde er am 1. April 1971 zum Generalmajor befördert und löste Generalmajor Siegfried Schulz als Kommandeur der 10. Panzerdivision in Veitshöchheim ab. Diese Funktion übte er bis zu seiner Ablösung durch Generalmajor Jürgen Brandt am 24. Juni 1974 aus.
Am 1. Oktober 1975 wurde Reichenberger Nachfolger von Generalmajor Hans-Jürg von Kalckreuth als Befehlshaber des Territorialkommando Süd in Heidelberg und verblieb in dieser Funktion bis zum 22. Dezember 1976, woraufhin Generalmajor Hans-Otto Göricke am 1. Januar 1977 sein dortiger Nachfolger wurde. Zuletzt wurde er am 1. Januar 1977 zum Generalleutnant befördert und löste abermals Rüdiger von Reichert ab, und zwar als Stellvertretender Inspekteur des Heeres im Führungsstab des Heeres. Diese Funktion behielt bis zu seinem Eintritt in den Ruhestand am 30. September 1979. Nachfolger als Stellvertretender Inspekteur des Heeres wurde zum 1. Oktober 1979 Generalleutnant Eberhard Burandt.
Reichenberger war verheiratet und hatte einen Sohn sowie eine Tochter.

## Auszeichnungen
- Flak-Kampfabzeichen (1942)
- Eisernes Kreuz II. Klasse (1945)
- Großes Verdienstkreuz des Verdienstordens der Bundesrepublik Deutschland (1977)